# Дехна
24°06′00″ пн. ш. 45°26′00″ сх. д. / 24.1° пн. ш. 45.433333333333° сх. д.
Дехна, Ад-Дахна, також знана як Малий Нефуд — піщана пустеля на Близькому Сході, у центрі Аравійського півострова. Пустеля займає вузьку (від 20 до 70 км) стародавню улоговину стоку, що простягається на 1200 км з півночі на південний схід і з'єднує пустелі Великий Нефуд (на півночі) і Руб-ель-Халі (на півдні-сході). На заході обмежена горами Тувайк, на сході переходить у пустелю Ель-Хаса. За 100 км на захід від Дехни знаходиться столиця Саудівської Аравії Ер-Ріяд.